# イスラエル空軍の飛行隊一覧

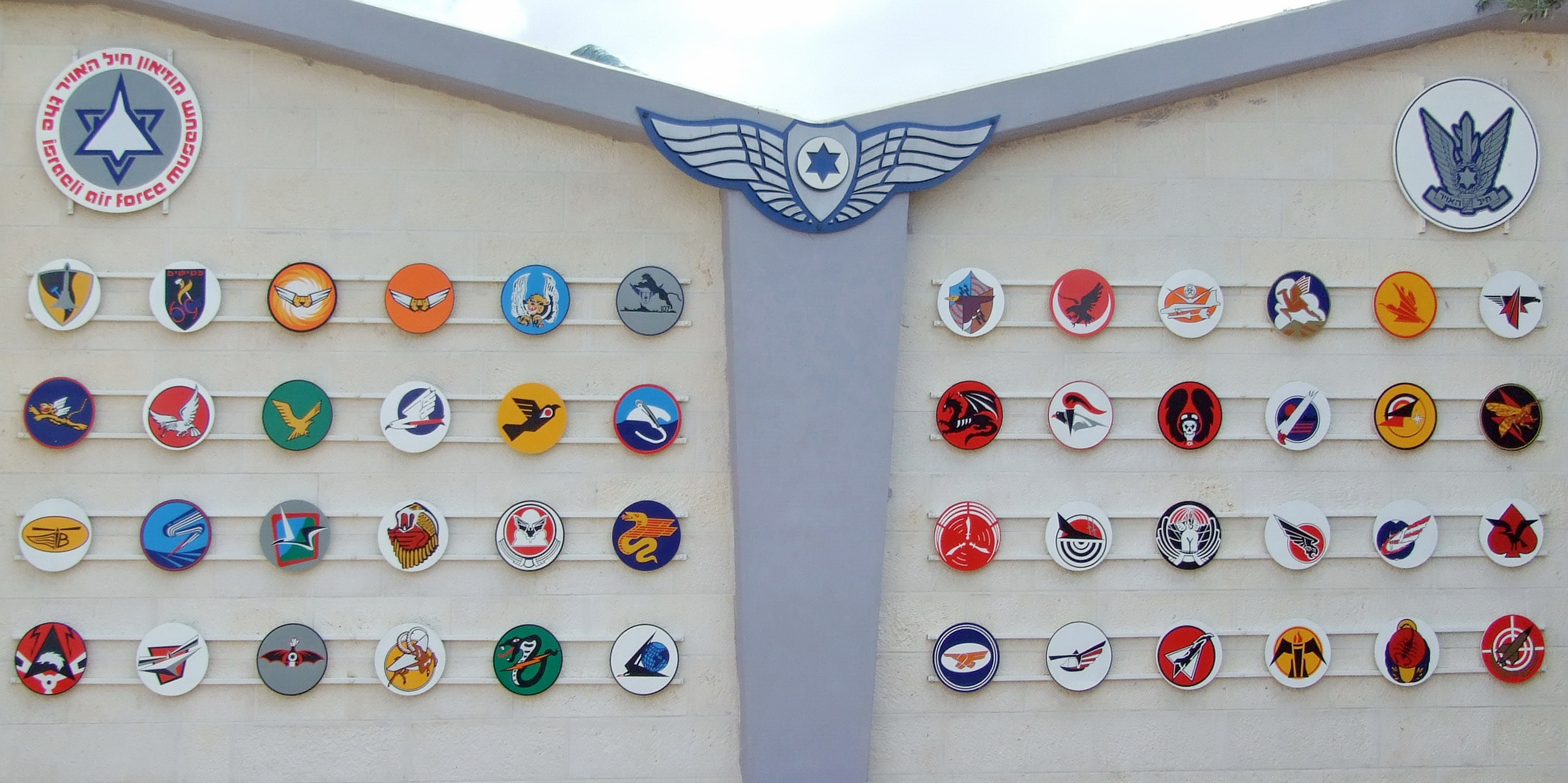
イスラエル空軍飛行隊エンブレムの一覧

イスラエル空軍の飛行隊一覧（List of Israeli Air Force Squadrons）は、イスラエル航空宇宙軍に編成された飛行隊の一覧である。

## 一覧
| 飛行隊                       | ニックネーム                                                                                           | 年代                             | 任務内容                         | 所属基地                                    | 主要装備機                                                  |
| ---------------------------- | --- | -------------------------------- | -------------------------------- | ------------------------------------------- | ----------------------------------------------------------- |
| 第1飛行隊 (テルアビブ飛行隊) | テルアビブ・スコードロン パンサー・スコードロン                                                        | 1947～1949                       | 連絡、攻撃                       | スデ・ドブ空港                              | RWD-13、オースター ノレクリン、A35 ボナンザ 他              |
| 第2飛行隊 (ネゲヴ飛行隊)     | ネゲヴ・スコードロン キャメル・スコードロン                                                            | 1948～1949                       | 連絡、攻撃                       | ベエルシェバ基地                            | オースター、パイパー カブ グラマン G-44 ヴィジョン          |
| 第3飛行隊 (ガリラヤ飛行隊)   | ガリラヤ・スコードロン ライオン・スコードロン                                                          | 1948～1949                       | 連絡、攻撃                       | ヤブネ基地 ラマト・ダヴィド空軍基地         | ドラゴンラピード、F-24 アーガス パイパー カブ、A35 ボナンザ |
| 第4飛行隊                    | -- | 1948                             | 写真偵察                         | スデ・ドブ空港                              | RWD-13 オースター                                           |
| 第35飛行隊                   | -- | 1948～1949                       | 輸送、急降下爆撃                 | テルノフ空軍基地                            | UC-64A ノースマン AT-6 テキサン                             |
| 第69飛行隊                   | ハンマーズ・スコードロン                                                                               | 1948～1956 1969～現在            | 爆撃、戦闘爆撃                   | ハツェリム空軍基地                          | F-15I "Ra'am"                                               |
| 第100飛行隊                  | フライング・キャメル・スコードロン                                                                     | 1949～現在                       | 連絡、補給                       | スデ・ドブ空港                              | ビーチ キングエア200                                        |
| 第101飛行隊                  | ファースト・ファイター・スコードロン                                                                   | 1948～現在                       | 防空、攻撃                       | ハツォール空軍基地                          | F-16C Block40 "Barak"                                       |
| 第102飛行隊                  | フライングタイガー・スコードロン                                                                       | 1949？～現在                     | 攻撃、高等訓練                   | ハツェリム空軍基地                          | A-4N、TA-4H/J、M-346 ラビ                                   |
| 第103飛行隊                  | フライング・エレファンツ・スコードロン                                                                 | 1948～現在                       | 輸送、空中給油                   | ネバティム空軍基地                          | C-130 "Karnaf" C-130J "Shimshon"                            |
| 第105飛行隊                  | スコーピオン・スコードロン                                                                             | 1950～現在                       | 防空、攻撃                       | ハツォール空軍基地                          | F-16D Block40 "Brakeet"                                     |
| 第106飛行隊                  | スピアヘッド・スコードロン セカンドイーグル・スコードロン                                              | 1948～1949 1982～現在            | 防空                             | テルノフ空軍基地                            | F-15C/D "Baz"                                               |
| 第107飛行隊                  | ライオンヘッド・スコードロン ナイツ・オブ・ザ・オレンジテイル                                          | 1953～1956 1962～1967 1971～現在 | 防空、攻撃                       | ハツェリム空軍基地                          | F-16I "Sufa"                                                |
| 第109飛行隊                  | ヴァレー・スコードロン                                                                                 | 1951～現在                       | 防空、攻撃                       | ラマト・ダヴィド空軍基地                    | F-16D Block30 "Brakeet"                                     |
| 第110飛行隊                  | ナイツ・オブ・ザ・ノース                                                                               | 1953～2017                       | 防空、攻撃                       | ラマト・ダヴィド空軍基地                    | F-16C Block30 "Barak"                                       |
| 第113飛行隊                  | ホーネット・スコードロン （ワスプ・スコードロン）                                                      | 1955～現在                       | 戦闘爆撃 攻撃（ヘリコプター）    | ラモン空軍基地                              | AH-64D "Saraf"                                              |
| 第114飛行隊                  | シュペルフルロン・スコードロン ナイトリーダーズ・スコードロン                                          | 1949～1956 1966～現在            | 輸送（ヘリコプター）             | テルノフ空軍基地                            | CH-53 "Yasur"                                               |
| 第115飛行隊                  | フライングドラゴン・スコードロン                                                                       | 1948～1958 1964～1994 2005～現在 | 写真偵察 攻撃 アグレッサー部隊   | オブダ空軍基地                              | F-16C Block30 "Barak"                                       |
| 第116飛行隊                  | ディフェンダー・オブ・ザ・サウス フライング・ウィング・スコードロン                                    | 1956～1958 1961～2015            | 防空、攻撃                       | ネバティム空軍基地                          | F-16A/B "Netz"                                              |
| 第117飛行隊                  | ファースト・ジェット・スコードロン                                                                     | 1953～現在                       | 防空、攻撃                       | ラマト・ダヴィド空軍基地                    | F-16C Block30 "Barak"                                       |
| 第118飛行隊                  | ファースト・アルバトロス・スコードロン ノクターナル・バーズ・オブ・プレイ                              | 1969～現在                       | 輸送（ヘリコプター）             | テルノフ空軍基地                            | CH-53 "Yasur"                                               |
| 第119飛行隊                  | バット・スコードロン                                                                                   | 1956～現在                       | 防空、攻撃                       | ラモン空軍基地                              | F-16I "Sufa"                                                |
| 第120飛行隊                  | デザート・ジャイアンツ・スコードロン インターナショナル・スコードロン                                  | 1962～現在                       | 輸送、電子戦 空中給油、洋上監視  | ネバティム空軍基地                          | B-707、KC-707 IAI シースキャン                              |
| 第122飛行隊                  | ダコタ・スコードロン ナフション・スコードロン                                                          | 1962～現在                       | 輸送、電子戦 空中早期警戒        | ネバティム空軍基地                          | G550 Eitam CAEW G500 Shavit SEMA                            |
| 第123飛行隊                  | デザートバード・スコードロン サウザン・ベルズ・スコードロン                                            | 1965～現在                       | 輸送（ヘリコプター）             | パルマヒム空軍基地                          | S-70A-50/UH-60L "yanshuf"                                   |
| 第124飛行隊                  | ローリングソード・スコードロン ファースト・ヘリコプター・スコードロン                                  | 1951～現在                       | 輸送（ヘリコプター）             | パルマヒム空軍基地                          | S-70A-50/UH-60A/L "yanshuf"                                 |
| 第125飛行隊                  | ライト・ヘリコプター・スコードロン                                                                     | 1967～2003                       | 輸送（ヘリコプター）             | スデ・ドブ空港                              | Bell 206 "Saifan" Bell 206L "Saifaneet"                     |
| 第131飛行隊                  | イエローバード・スコードロン                                                                           | 1973～現在                       | 輸送、空中給油                   | ネバティム空軍基地                          | C-130 "Karnaf" C-130J "Shimshon"                            |
| 第133飛行隊                  | ナイツ・オブ・ザ・ツインテイル                                                                         | 1976～現在                       | 防空                             | テルノフ空軍基地                            | F-15A/B "Baz"                                               |
| 第135飛行隊                  | ライト・トランスポート・スコードロン キング・オブ・ジ・エア・スコードロン                              | 1973～現在                       | 連絡、補給                       | スデ・ドブ空港                              | ビーチ キングエア200 ソカタ TB-20 トリニダード              |
| 第140飛行隊                  | ゴールデンイーグル・スコードロン                                                                       | 1969～2013 2016～                | 防空、攻撃                       | ネバティム空軍基地                          | F-16A/B "Netz" F-35I "Adir"                                 |
| 第144飛行隊                  | ガーディアンズ・オブ・アラバ フェニックス・スコードロン                                                | 1972～2005                       | 防空・攻撃                       | ハツォール空軍基地                          | IAI クフィルC7 F-16A/B "Netz"                               |
| 第147飛行隊                  | ゴアリング・ラム・スコードロン バッテリング・ラム・スコードロン フライング・アイベックス・スコードロン | 1956 1967 1978～1986             | 攻撃                             | ハツェリム空軍基地                          | A-4N "Ahit"                                                 |
| 第149飛行隊                  | スマッシング・パロット・スコードロン                                                                   | 1976～1991                       | 攻撃                             | ハツォール空軍基地                          | IAI クフィルC2                                              |
| 第150飛行隊                  | -- | ?～?                             | 弾道ミサイル運用                 | セドット・ミハ空軍基地                      | "エリコ"弾道ミサイル                                        |
| 第151飛行隊                  | ヤナット・スコードロン                                                                                 | 1960s?～現在                     | 評価試験 運用試験                | パルマヒム空軍基地                          |                                                             |
| 第160飛行隊                  | ファースト・コブラ・スコードロン ノーザン・コブラ・スコードロン                                        | 1977～2013                       | 攻撃（ヘリコプター）             | パルマヒム空軍基地                          | MD 500 ディフェンダー AH-1 コブラ                           |
| 第161飛行隊                  | サウザン・コブラ・スコードロン ブラックスネーク・スコードロン                                          | 1985～2005 2012～現在            | 攻撃（ヘリコプター） 偵察（UAV） | パルマヒム空軍基地                          | エルビット ヘルメス450                                      |
| 第166飛行隊                  | スパーク・スコードロン                                                                                 | 2003～現在                       | 偵察（UAV）                      | パルマヒム空軍基地                          | エルビット ヘルメス450                                      |
| 第190飛行隊                  | ディフェンダー・スコードロン マジックタッチ・スコードロン                                              | 1980～現在                       | 攻撃（ヘリコプター）             | ラモン空軍基地                              | MD 500 ディフェンダー AH-64A "Peten"                        |
| 第191飛行隊                  | ナイチンゲール・スコードロン                                                                           | ?～現在                          | 偵察・情報収集                   | スデ・ドブ空港                              | RC-12D/K "ガードレール" ビーチ B200CT "Zufit 3" 写真偵察型  |
| 第192飛行隊                  | ホークアイ・スコードロン                                                                               | 1978～1996                       | 空中早期警戒                     | ハツェリム空軍基地                          | E-2C ホークアイ                                             |
| 第193飛行隊                  | シールド・オブ・ザ・ウェスト                                                                           | 1988～現在                       | 洋上偵察 （ヘリコプター）        | パルマヒム空軍基地 ラマト・ダヴィド空軍基地 | AS565パンサー                                               |
| 第195飛行隊                  | マリタイム・サベイランス                                                                               | 1976～現在                       | 洋上偵察                         | ベン・グリオン国際空港                      | IAI シースキャン                                            |
| 第199飛行隊                  | -- | ?～?                             | 弾道ミサイル運用                 | セドット・ミハ空軍基地                      | "エリコ"弾道ミサイル                                        |
| 第200飛行隊                  | UAVスコードロン                                                                                        | 1956（10～12月） 1971～～現在    | 偵察（UAV）                      | パルマヒム空軍基地                          | IAI サーチャー Mk.I / Mk.II IAI ヘロン                      |
| 第201飛行隊                  | ザ･ワン・スコードロン                                                                                  | 1956（10～12月） 1969～現在      | 防空、攻撃                       | ラモン空軍基地                              | F-16I "Sufa"                                                |
| 第210飛行隊                  | エイタン・スコードロン ホワイトイーグル・スコードロン                                                  | 2010～現在                       | 偵察（UAV）                      | テルノフ空軍基地                            | IAI エイタン                                                |
| 第248飛行隊                  | -- | ?～?                             | 弾道ミサイル運用                 | セドット・ミハ空軍基地                      | "エリコ"弾道ミサイル                                        |
| 第249飛行隊                  | ファイアファイティング・スコードロン                                                                   | 2011～現在                       | 空中消火活動                     | スデ・ドブ空港                              | AT-802                                                      |
| 第252飛行隊                  | フライトスクール アドバンスド・ファイター・スコードロン                                                | 1950?～現在                      | 飛行訓練                         | ハツェリム空軍基地                          | TA-4H/J T-6 テキサンII                                      |
| 第253飛行隊                  | ネゲブ・スコードロン                                                                                   | 1976～現在                       | 防空、攻撃                       | ラモン空軍基地                              | F-16I "Sufa"                                                |
| 第254飛行隊                  | ミッドランド・スコードロン                                                                             | 1980～1984                       | 防空、攻撃                       | ハツォール空軍基地                          | IAI クフィルC1                                              |
| 第601飛行隊                  | フライト・テスト・センター マナット・スコードロン                                                      | 1955～現在                       | 評価試験 運用試験                | テルノフ空軍基地                            | F-16A/C/D/I、他                                             |